# Liste der Biografien/Frea
Liste der Biografien |
Portal Biografien |
Personensuche
# |
A |
B |
C |
D |
E |
F |
G |
H |
I |
J |
K |
L |
M |
N |
O |
P |
Q |
R |
S |
T |
U |
V |
W |
X |
Y |
Z |
?
 
Fa |
Fe |
Ff |
Fh |
Fi |
Fj |
Fk |
Fl |
Fm |
Fn |
Fo |
Fr |
Ft |
Fu |
Fy
 
Fra |
Frc |
Fre |
Frg |
Fri |
Frk |
Frl |
Fro |
Fru |
Fry
 
Frea |
Freb |
Frec |
Fred |
Free |
Freg |
Freh |
Frei |
Frej |
Frek |
Frel |
Frem |
Fren |
Freo |
Frep |
Freq |
Frer |
Fres |
Fret |
Freu |
Frev |
Frew |
Frey |
Frez
Die Liste der Biografien führt alle Personen auf, die in der deutschsprachigen Wikipedia einen Artikel haben. Dieses ist eine Teilliste mit 12 Einträgen von Personen, deren Namen mit den Buchstaben „Frea“ beginnt.

## Frea

### Freak
- Freake Painter, anglo-amerikanischer Maler der frühen Kolonialzeit
- Freakley, Benjamin (* 1953), US-amerikanischer Offizier, Generalleutnant der US-Army

### Frear
- Frear, Elliott (* 1990), englischer Fußballspieler
- Frear, J. Allen (1903–1993), US-amerikanischer Politiker
- Frear, James A. (1861–1939), US-amerikanischer Politiker
- Frear, Lachlan (* 1996), neuseeländischer Eishockeyspieler
- Frear, Mitchell (* 1993), neuseeländischer Eishockeyspieler
- Frear, Walter F. (1863–1948), US-amerikanischer Politiker
- Frears, Stephen (* 1941), britischer Regisseur und FilmproduzentStephen Frears (* 1941)

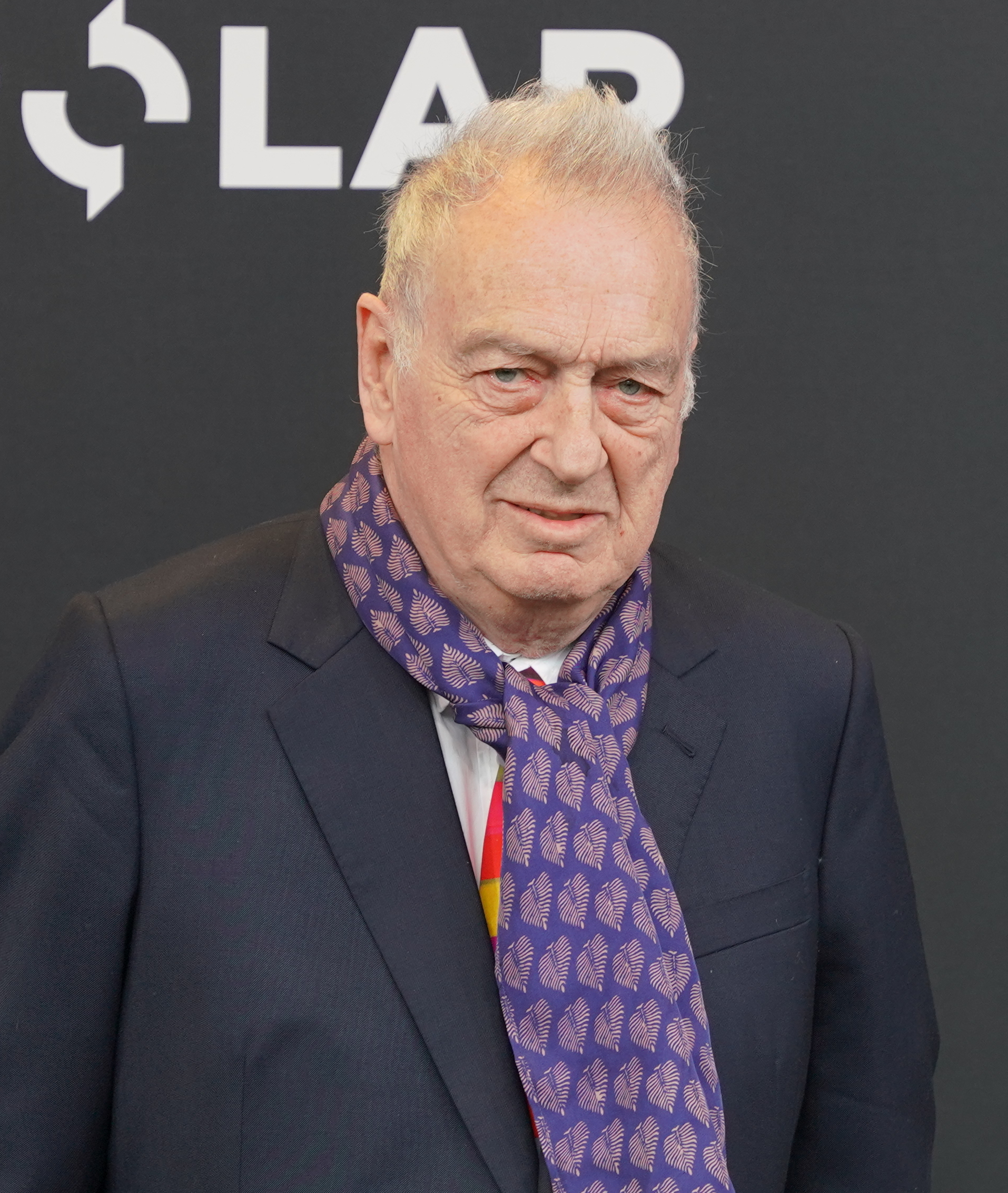
Stephen Frears (* 1941)

### Freas
- Freas, Frank Kelly (1922–2005), US-amerikanischer Maler und Illustrator
- Freas, Howard G. (1900–1971), amerikanischer Regierungsbediensteter
- Frease, Kenneth (* 1989), US-amerikanischer Basketballspieler